# Westhampnett
Westhampnett – wieś w Anglii, w hrabstwie West Sussex, w dystrykcie Chichester. Leży 3 km na północny wschód od miasta Chichester i 85 km na południowy zachód od Londynu. W 2001 miejscowość liczyła 460 mieszkańców.